# Eichgraben
Eichgraben ist eine Marktgemeinde mit 4794 Einwohnern (Stand 1. Jänner 2025) im niederösterreichischen Bezirk St. Pölten, Mitglied der Wienerwald-Initiativregion und zertifizierte Klimabündnis-Gemeinde.

## Geografie

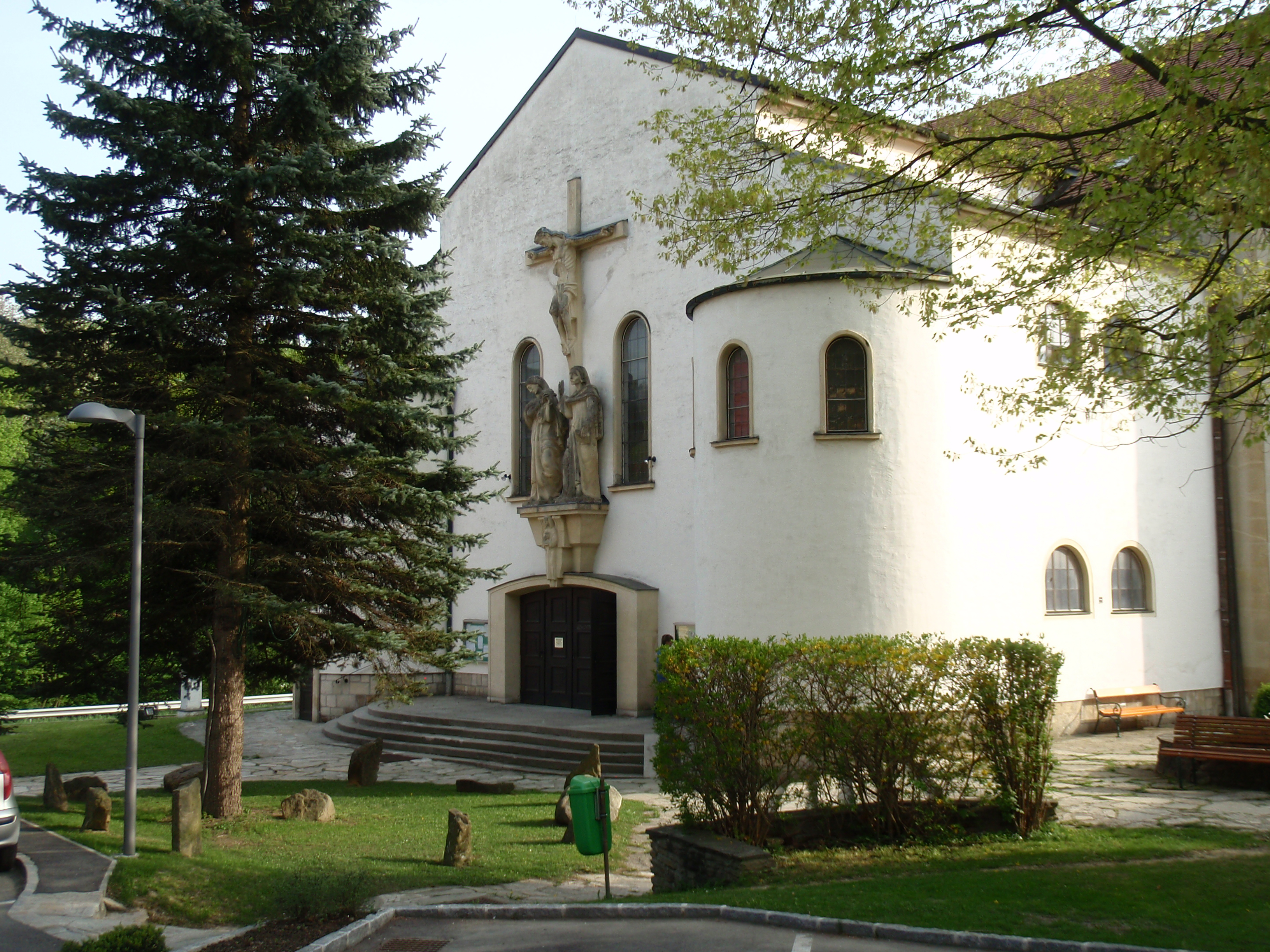
Hauptportal der röm.-kath. Herz-Jesu-Friedenskirche „Wienerwalddom“ mit einer Kreuzigungsgruppe aus St. Margarethener Kalksandstein von Adolf Treberer-Treberspurg.

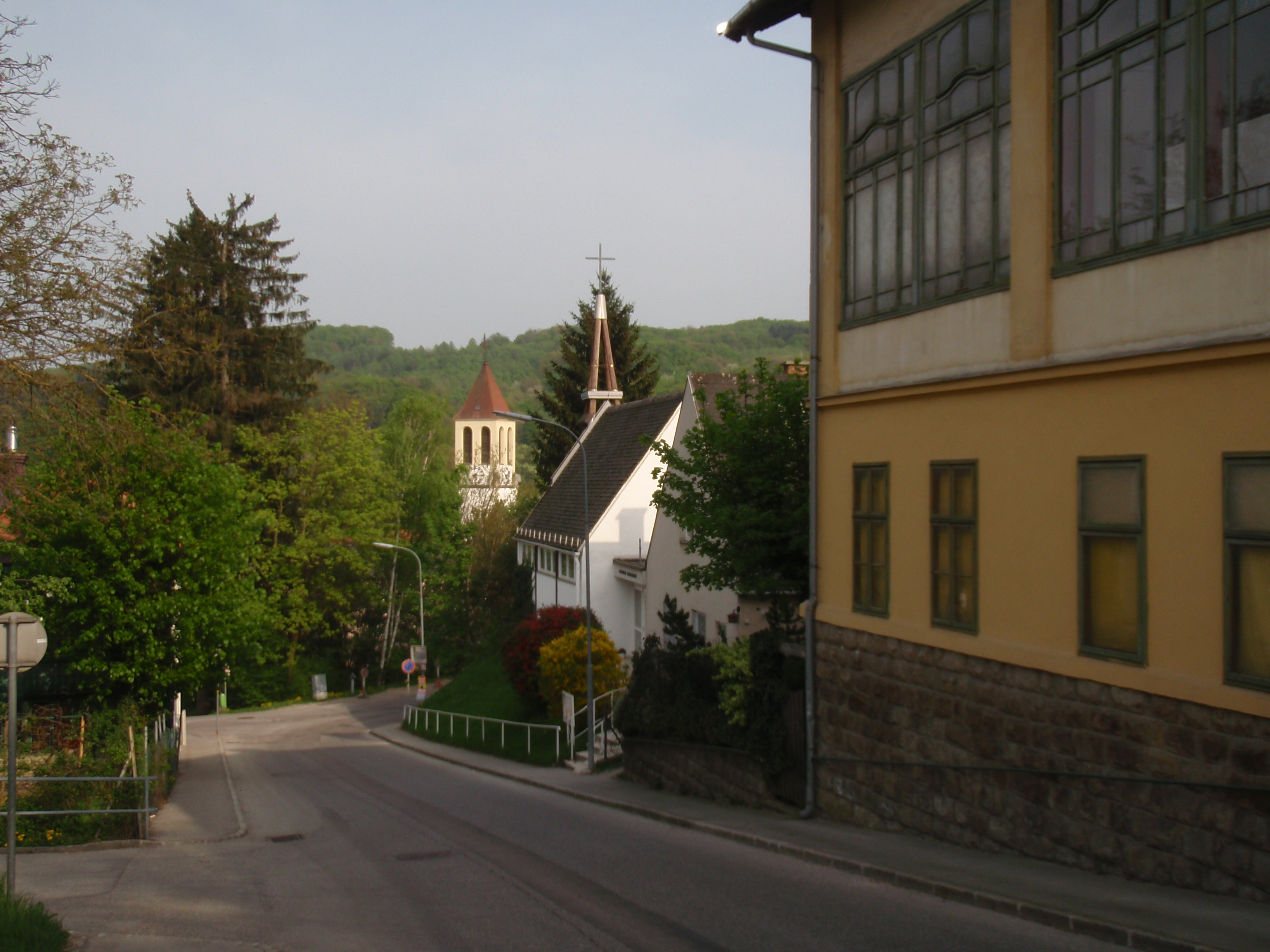
Blick vom Bahnhof Richtung Ortszentrum. Rechts oben der Jugendstil-Ballsaal, in der Mitte die evangelische Michaelskapelle, dahinter der Kirchturm des Wienerwalddoms.

### Geografische Lage, Nachbargemeinden
Die Marktgemeinde liegt an den nördlichen Ausläufern des Wienerwaldes an der Westbahn (Alte Westbahn, Strecke 101) 32,4 km westlich der Bundeshauptstadt Wien und 31,8 km östlich der Landeshauptstadt St. Pölten (jeweils von Stadtmitte gemessen). Der Autobahnknoten Steinhäusl (A1 – A21) befindet sich großteils auf Gemeindegebiet. In Neulengbach, ungefähr 7 km westlich, befindet sich das zuständige Bezirksgericht. Eichgraben grenzt im Südwesten an Altlengbach, im Westen an Knagg (KG Getzwiesen, Gemeinde Maria Anzbach), im Nordwesten an Furth (KG Unteroberndorf, Maria Anzbach) und im Nordosten bis Südosten an Rekawinkel (Gemeinde Pressbaum).

### Gemeindegliederung

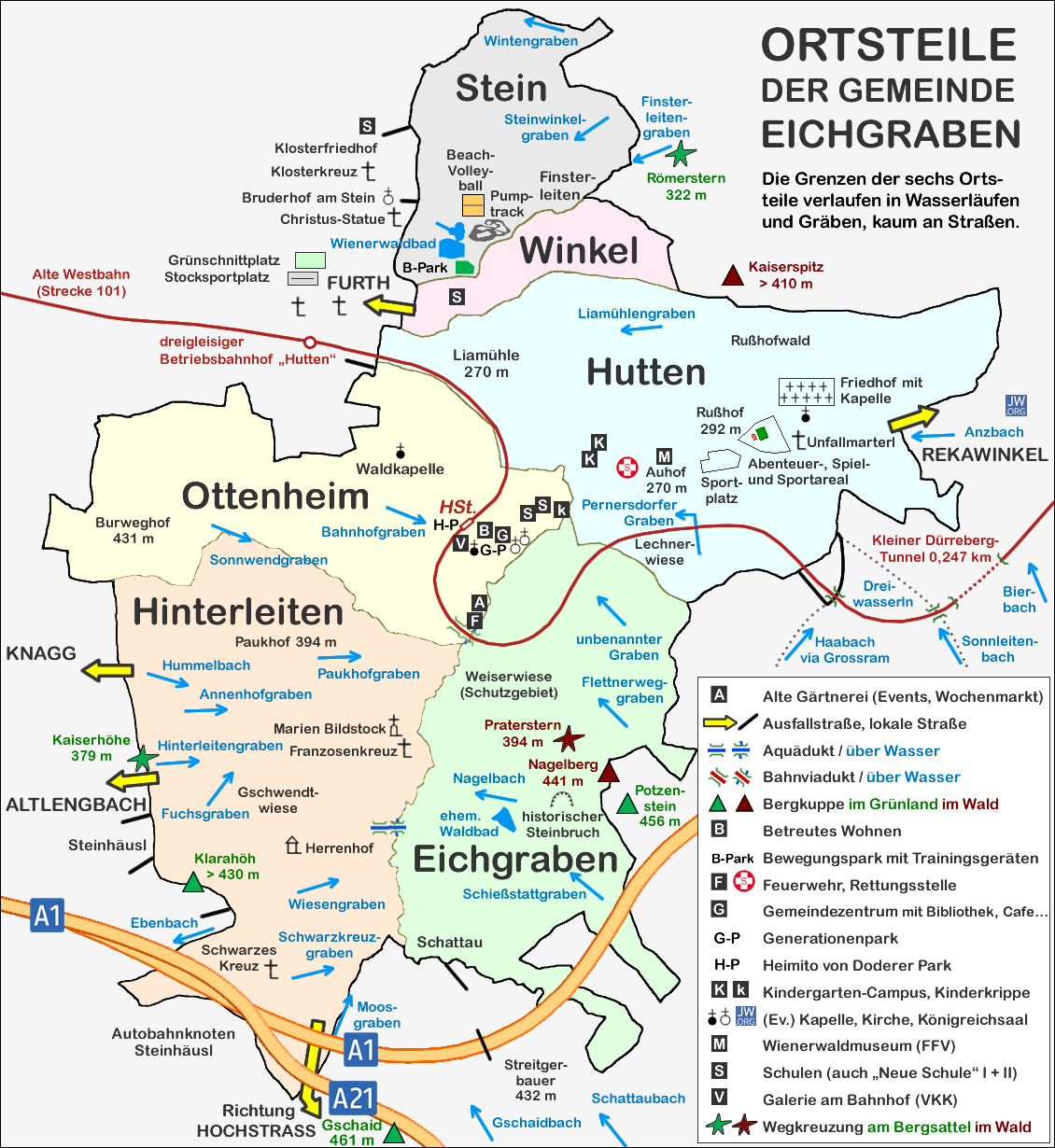
Ortsteile Eichgrabens. Gelbe Pfeile markieren die mit Ortstafeln „Eichgraben“ versehenen Ausfallstraßen.

Die Gemeinde besteht aus der Katastralgemeinde Eichgraben.
Das Gemeindegebiet umfasst sechs Ortschaften (in Klammern Einwohnerzahl mit Stand von 1. Jänner 2025):
- Eichgraben (259)
- Hinterleiten (1360) samt Paukhof
- Hutten (1479)
- Ottenheim (959) samt Burweg
- Stein (624)
- Winkl (113)

### Hydrologie
Eichgraben liegt westlich der Wasserscheide Rekawinkler Berg und hat insgesamt zirka 18 km Fließgewässer, wovon der Anzbach und der Nagelbach die zwei mächtigsten Bäche sind. Kleine, meist nur zeitweise wasserführende Gerinne speisen über Gräben die Flyschbäche, die mit verästelten Oberläufen als steile Tobel in bewaldete Hänge eingeschnitten sind. Durchgehend mit Gehölzen bestockt, haben große Abschnitte (17 Einzelflächen mit einer Gesamtfläche von 6,40 Hektar) den Charakter eines Grabenwaldes mit teils hohem Totholz-Anteil. Nach Niederschlägen fließt das Wasser großteils oberirdisch ab, wodurch es in den Bächen häufig zu rasch steigenden Wasserständen kommt.

#### Anzbach
An der Talsohle des Rekawinkler Berges vereinigen sich der Quellbach und der Bierbach zum Anzbach. Dieser fließt im Norden von Eichgraben 3 km nach Westen. Noch an der Ortsgrenze mündet rechts der Graben vom Rittsteig, es folgen die Straßengräben von Eibenstraße, Friedhofstraße und Russhofstraße, weiters der Liamühlengraben und der Steinwinkelgraben (gespeist vom Finsterleitengraben mit Ursprung beim Römerstern), sowie (zwischen Furth und Unter Oberndorf) der Wintengraben. Dessen südlicher Zubringer bildet im Norden des Ortsteils Stein die Grenze zu Maria Anzbach.
Zuflüsse am linken Ufer des Anzbaches sind der Sonnleitenbach mit seinem linken Zubringer Haabach, der die Westautobahn unter dem Talübergang Großram quert. Beide entspringen – ebenso wie der Bierbach – in den Quergräben an der Nordseite des 645 m hohen Jochgrabenberges. Das vorgelagerte, bei Wanderern beliebte Waldgebiet, das manchmal kleine Lacken aufweist, wird „Dreiwasserl“ genannt. Weiters münden der lokale Pernersdorfer Graben (aus dem Auhofgebiet im Ortsteil Hutten) und der Nagelbach, der zentrale Bach aus dem Süden Eichgrabens. Schon in Furth bzw. Unter Oberndorf liegen kurze Gräben, die die Abhänge nördlich des Burweges (im Ortsteil Ottenheim) entwässern: Furthergraben, Dimthbach, Hutterbach und der zweiastige Seitelbergergraben.

#### Nagelbach und Schattaubach
Der Nagelbach hat seinen Ursprung in der historisch korrekten Ausprägung am namensgebenden Nagelberg. Unter den Einwohnern wird er auch so wahrgenommen und auf Karten von 1819/1821, 1882 und 1904 auch so dargestellt. Er ist 2,65 km lang. Nach 1,94 km zweigt von ihm der bis zum Ursprung nördlich des Schwabendörfl 3,15 km lange (davon 1,72 km im Ortsgebiet), zweiästige Schattaubach ab. Im Franziszeischen Kataster von 1819 bzw. 1821 ist der Schattaubach noch mit seinem alten Namen Steinkögbach eingetragen. Im digitalen Zeitalter gehen ortsunkundige Zeichner meist davon aus, dass der mächtigste Bach auch der längste sein muss, und haben in ihren Karten unwissentlich den Schattaubach zugunsten des Nagelbaches unterschlagen. Meist kommt in heutigen Karten anstelle des Schattaubaches nur noch der Nagelbach vor, der dann über 5 km lang wäre.
Die rechten Zuflüsse des Nagelbaches sind der 0,84 km lange Flettnerweggraben und ein unbenannter Graben, der gegenüber der kleinen Kirche einmündet. Die linken Zubringer heißen Schießstattgraben (auch Waldbadbach genannt), Schattaubach (3,15 km lang; links gespeist von Gschaidbach, Moosgraben mit Schwarzkreuzgraben, sowie Wiesengraben), Hummelbach (über 1,4 km lang; rechts gespeist vom Annenhofgraben und Hinterleitengraben mit Fuchsgraben), Sonnwendgraben (fast 1,4 km lang; rechts gespeist vom Paukhofgraben) und der ab dem Bahnhof verrohrte Bahnhofsgraben.

#### Sonstiges
Der Ebenbach an der Grenze zu Altlengbach ist ein kleiner Zubringer des Lengbaches, welcher in den Laabenbach mündet. Dieser trägt auch die Bezeichnung die Laaben und wird ab dem Zusammenfluss mit dem obgenannten Anzbach (nördlich des Neulengbacher Schlossberges) Große Tulln genannt.
Ein Überlauf beim Einsteigturm 103 der II. Wiener Hochquellenwasserleitung auf der Weiserwiese wird von einem Gehöft am rechten Ufer des Nagelbaches genutzt.

### Klima
In Eichgraben herrscht vorwiegend ein gemäßigtes Übergangsklima, das vom pannonischen Klima beeinflusst wird und durch die Lage im Wienerwald eine überdurchschnittlich hohe Luftfeuchtigkeit aufweist. Bedingt durch die hügelige Topologie der Region weht in Eichgraben meist leichter bis mittelstarker Westwind.
Das Bundesforschungszentrum für Wald ordnet in seiner Baumampel Eichgraben dem Hauptwuchsgebiet 4 (Nördliche Randalpen) zu. Ausgehend von einer Erwärmung zwischen 2,3 °C und 4 °C bis zum Jahr 2100 haben hier Stiel- und Traubeneichen gute, aber insbesondere Zerr-, Flaum- und Korkeichen die günstigsten Voraussetzungen für einen klimafitten Wald.

## Geschichte

### Altertum

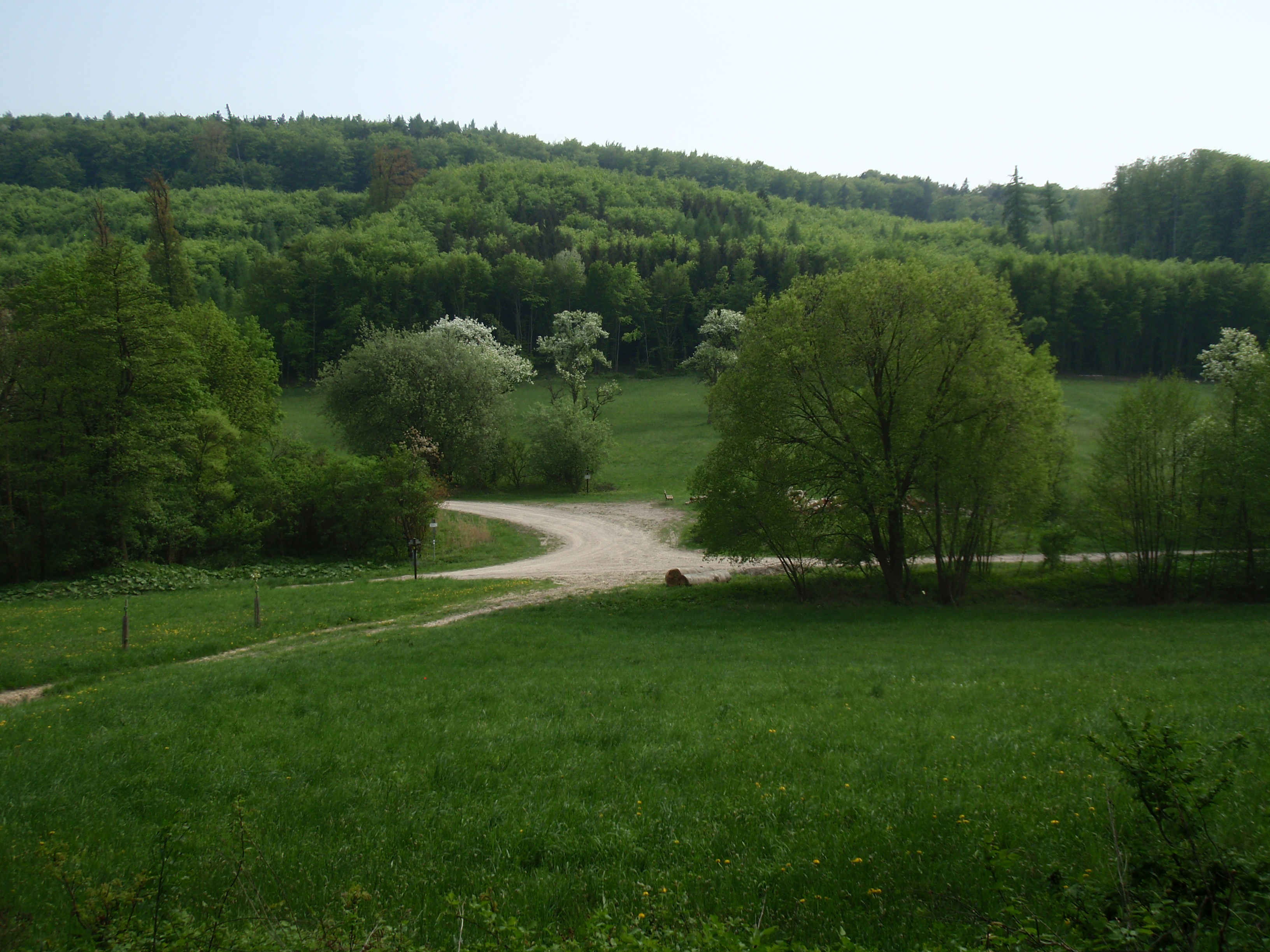
Blick von den Römerzeitlichen Hügelgräbern nach Süden auf den „Römerstern“, einen Kreuzungspunkt am „Cultura Trail Römerweg“. Rechts führt die Finsterleitenstraße nach Eichgraben.

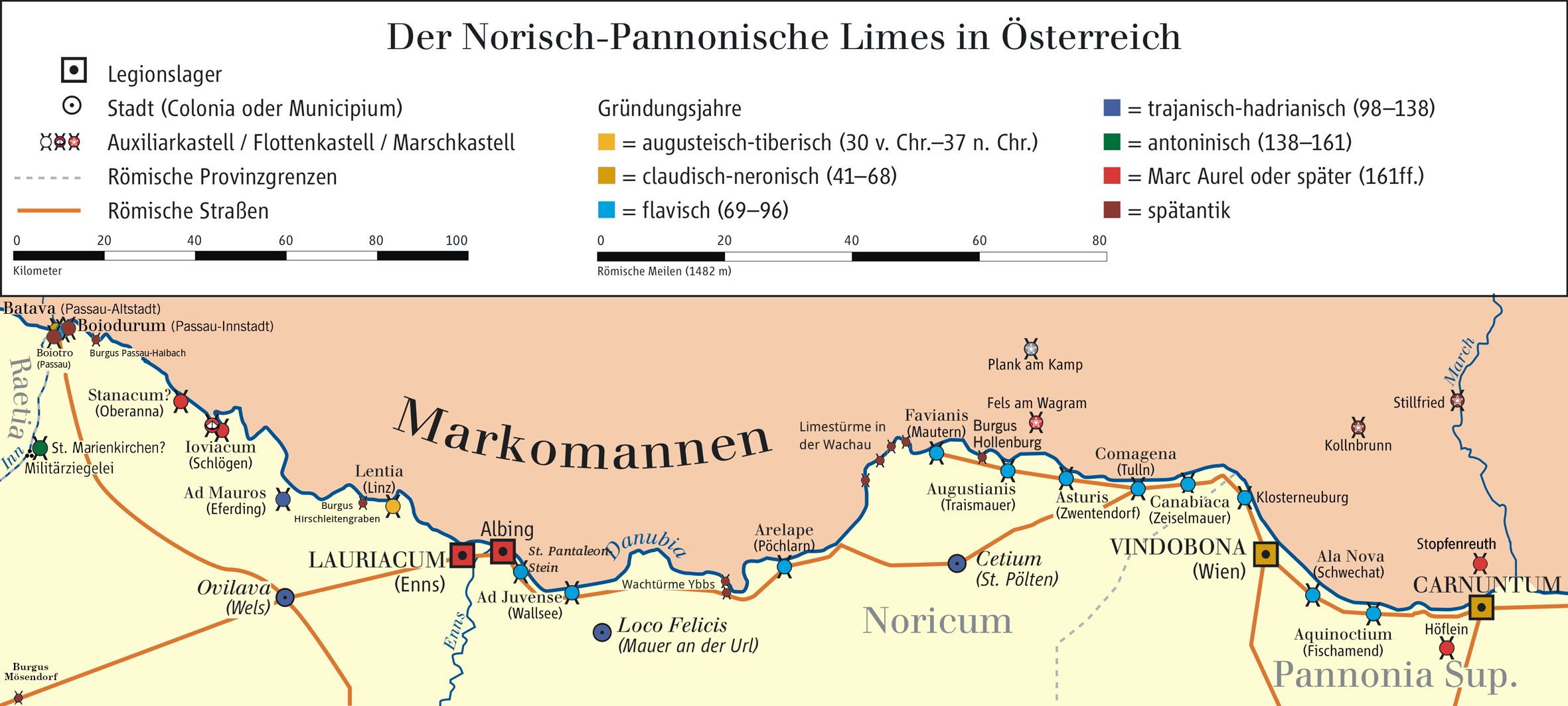
Grenze zwischen den Römischen Provinzen Noricum und Pannonia

Im Altertum gehörte das Gebiet des heutigen Eichgraben zum keltischen Königreich Noricum, nach dessen Eingliederung ins Römische Reich zur Provinz Noricum. Im 1. oder 2. Jahrhundert wurden an einem Römerweg am Ortsrand oberhalb der Finsterleitenstraße (Ortsteil Stein) 100 m nördlich des „Römersterns“ in sieben Hügelgräbern (Tumuli) eingeäscherte Verstorbene in Grabkammern bestattet. Die spärlichen Grabbeigaben wurden für das Landesmuseum Niederösterreich in den Jahren 1896 und 1929 geborgen und weisen auf eine arme kelto-illyrische Bevölkerung hin. Von dieser Tumulus-Gruppe sind noch zwei Hügel am heutigen „Eichgrabner Höhenwanderweg“ erkennbar. Die Rekonstruktion eines derartigen Hügelgrabes befindet sich im Wienerwaldmuseum Eichgraben. Ob das heutige Gemeindegebiet in der Zeit der Römer von weiteren Verkehrslinien berührt wurde, ist nicht klar. Jedenfalls lag die Grenze zwischen den Provinzen Noricum und Pannonia am Hauptkamm des Wienerwaldes (Cetius Mons). Bis heute hat sich diese Grenze als Grenze zwischen den katholischen Diözesen St. Pölten, zu der Eichgraben gehört, und Wien, zu der Rekawinkel gehört, erhalten.
Zur Zeit der Völkerwanderung war der Wienerwald und damit auch das Gemeindegebiet des heutigen Eichgraben Grenzgebiet der Hunnen.

### Mittelalter
Zunächst war das Gebiet Grenzregion zu den Awaren, dann zu den Magyaren.
Im 11. Jahrhundert wurde der Raum Eichgraben von Neulengbach und Anzbach aus bajuwarisch besiedelt. Die frühesten Höfe lagen auf den Höhen von Knagg, Stein, Ottenheim und Gschaid. Durch Hofteilungen entstanden kleine Ansiedlungen, über die die Urbare der Herrschaft Neulengbach und Wasen (Anzbach) Auskunft geben.
Am 24. August 1345 scheinen die Namen „Aichgrawe“ (ein mit Eichenwald bewachsener Graben – Eichgraben), „Utenhaim“ (Heim eines Ottos – Ottenheim) und „Stelz Hof“ in einer Stiftungsurkunde auf, die von Gotfried dem Wirsinch von Chirchsteten verfasst und besiegelt wurde. Diese Urkunde des Stiftes Sankt Andrä an der Traisen ist im Original im Archiv des Stiftes Herzogenburg zu betrachten sowie auch eingescannt.
Um 1348 erreichte die Pest erstmals die Linie Nöstach–Alland–Pressbaum–Greifenstein und halbierte die ansässige Bevölkerung. Ein 10 bis 20 km breiter Streifen westlich dieser Linie war bis mindestens 1400 weiterhin unbewohnt (vgl. Geschichte des Wienerwalds). In Niederösterreich herrschten Krieg und Söldnerbanden. Verschiedene Krankheiten, die auf schlechte hygienische Zustände zurückzuführen sind, töteten einen beachtlichen Teil der Bevölkerung. Die Kindersterblichkeitsrate war besonders hoch, da es durch Kriege kaum Nahrungsmittel gab.

### Frühe Neuzeit
Am „Erchtag“ (mundartlich für Dienstag), wurde unterhalb der Burg Neulengbach ein Wochenmarkt abgehalten und damit die umgebenden Ortschaften mit den Erzeugnissen der Handwerker des Marktes versorgt. Eine Ansiedelung von Handwerkern in den Dörfern wurde möglichst unterbunden. Für die Zu- und Abfuhr von Waren wurde eine Maut berechnet. Am 15. April 1516 erlaubte Kaiser Maximilian I. den Bürgern von Neulengbach zusätzlich das Abhalten von 2 Jahrmärkten.
Im Zuge der Ersten Wiener Türkenbelagerung im Jahre 1529 kam es zu Brandschatzungen. Unter anderem brannte damals auf dem Gschaid (nördlich der Hochstraß, südlich der West Autobahn) – einem zwischen zwei nordwest-südost verlaufenden, tief eingeschnittenen Gräben (dem Quellgebiet des Schattaubaches) gelegenen Querrücken – der „Streitgerbauer“ nieder.
Am 15. September 1590 kam es gegen Mitternacht zu einem Jahrtausendbeben mit Epizentrum Neulengbach, das noch im 40 km entfernten Wien neben vielen Rauchfängen auch die Türme der Michaelerkirche und der Schottenkirche einstürzen ließ und Menschen tötete. Das stärkste Erdbeben, das Wien und Niederösterreich jemals erlitten haben, brachte vermutlich auch für das 10 km vom Epizentrum entfernte, dünn besiedelte Gebiet des heutigen Eichgraben Schrecken und Zerstörung.
Der Wienerwald war ungefähr 500 Jahre bis 1701 herrschaftlicher Bannwald und damit nicht der Öffentlichkeit zugänglich, was aufgrund des Urwaldcharakters auch nicht leicht möglich war. Kaiser Maximilian II. ordnete 1572 erstmals eine dokumentarische Aufnahme des Gebietes in Form eines Waldbuches an; zuständig war das „Kayserliche Waldambt“ im Schloss Purkersdorf. Im Wienerwald entstand eine Anzahl von Holzhauersiedlungen. Eine dieser Hüttensiedlungen ist Namensgeber für den Ortsteil „Hutten“. Auf Teilen des „Anzbacher Amtes“ des insgesamt 12 Ämter umfassenden Wienerwaldes entwickelte sich im Laufe der Zeit das heutige Eichgraben. Abgesehen von den Auswirkungen des Dreißigjährigen Krieges (1618–1648) sowie von umherstreifenden Krimtataren und irregulären Soldaten – sogenannten Akıncı – während der Zweiten Wiener Türkenbelagerung (1683) erlebte der Wienerwald im 17. Jahrhundert eine ruhige Entwicklung.
Die Pest wütete von 1712 bis 1715 in Eichgraben, wodurch ein Drittel der Bevölkerung starb. Die Toten wurden in Pestgruben beerdigt. Eine Grube befand sich im Bereich des ehemaligen Klosters im Ortsteil Stein, eine weitere, bisher nicht gefundene Grube soll sich oberhalb eines Gasthauses an der Hauptstraße befinden. Nach den hohen Bevölkerungsverlusten durch Pest und Türkenkriege wurden Siedler aus allen Teilen des deutschsprachigen Raumes in das Gebiet von Eichgraben geholt.

### Neuere Geschichte und Zeitgeschichte

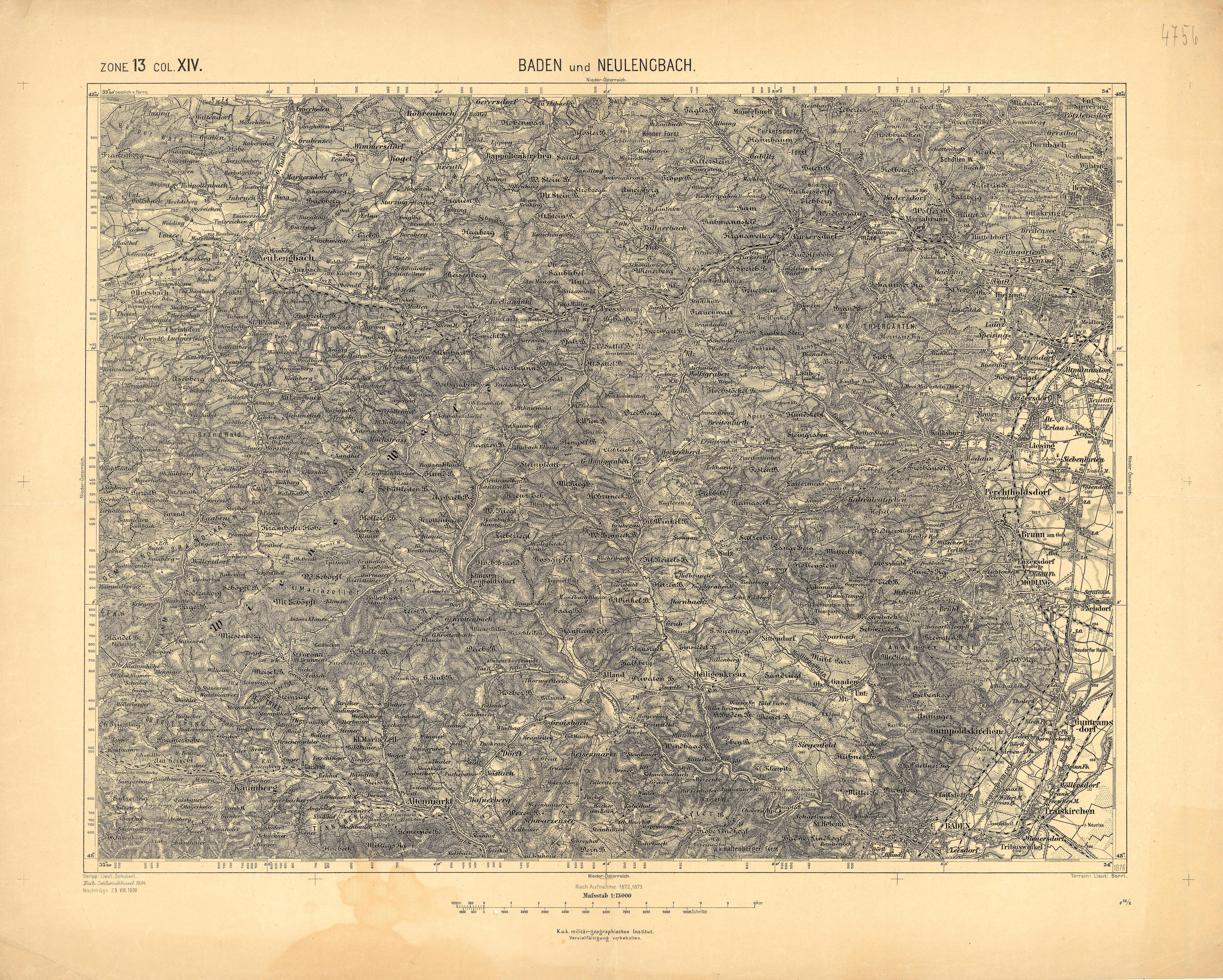
Baden und Neulengbach 1876 Franzisco-Josephinische Landesaufnahme Spezialkarte 1:75.000

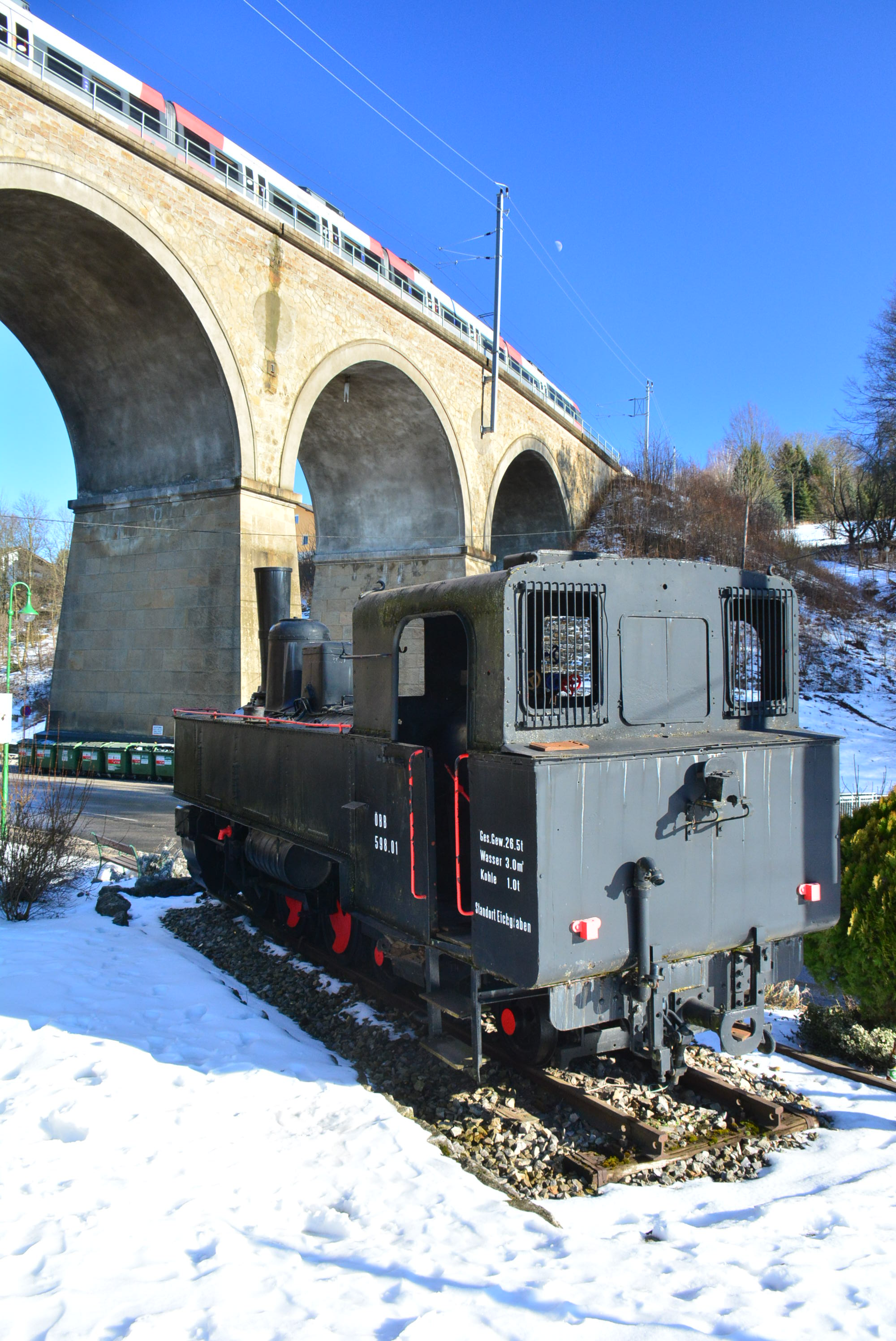
Schmalspur-Tenderlokomotive Yv ÖBB 598.01 als Denkmal unterhalb des 81 m langen Bahnviadukts, auf dem ein Talent-Triebwagenzug der ÖBB Reihe 4024 Richtung Wien fährt

Als Folge der Revolution von 1848 wurde die Abhängigkeit der Landbevölkerung von der Grundherrschaft aufgehoben. Das Gebiet von Eichgraben wurde von der k. k. Waldamtsherrschaft im Schloss Purkersdorf bzw. von der Grundherrschaft Neulengbach unabhängig. Ab 1850 hatte das Siedlungsgebiet von Eichgraben einen freigewählten Bürgermeister, war aber noch keine selbstständigen Ortsgemeinde und gehörte mit dem Ortsteil Eichgraben zu Pressbaum (Gerichtsbezirk Purkersdorf), mit den anderen Ortsteilen zu Maria Anzbach (Gerichtsbezirk Neulengbach). 1861 bestand in Hutten eine Trivialschule.
Der Aufschwung des Ortes begann 1851 mit dem Bau der Kaiserin Elisabeth-Bahn, die mit dem 26,4 m hohen Eichgrabner Bahnviadukt an der engsten Stelle des Nagelbachtales den „Graben“ in einer omegaförmigen Schleife überspannt. Die Bahn wurde am 15. Dezember 1858 in Betrieb genommen, jedoch vorerst noch ohne Haltestelle zwischen Rekawinkel und Neulengbach. 1874 ersuchte der damals auch für das Eisenbahnwesen zuständige Handelsminister die Verwaltung der Kaiserin Elisabeth-Bahn, wegen der sich abzeichnenden Bedeutung als Sommerfrische eine Haltestelle zu projektieren. Den Bauarbeiterhütten folgten besonders nach der Inbetriebnahme der Bahnhaltestelle am 24. März 1881 die vielfach noch erhaltenen Villen der Sommerfrischler aus Wien. Das Bahnhofsviertel mit seinen Ausflugslokalen wurde zum gesellschaftlichen Mittelpunkt. 1883 kostete eine Hin-und-Retour-Karte Wien – Eichgraben in der 1. Klasse 180 Kreuzer, in der 2. Klasse 140 Kreuzer und in der 3. Klasse 90 Kreuzer (100 Kreuzer = 1 Gulden ≈ Tageslohn eines Wiener Fabrikarbeiters oder Handwerkers). Laut Fahrplan brauchte einer der täglichen 7 bis 8 Züge für die 30 km zwischen 57 und 68 min.
Auf Correspondenz-Karten um 1910 ist „Eichgraben an der Westbahn“ häufig als Sommerfrische dargestellt.
Am 15. Februar 1922 hat der NÖ Landtag den Ort Eichgraben zu einer selbstständigen Ortsgemeinde erhoben.
Laut Adressbuch von Österreich waren im Jahr 1938 in der Ortsgemeinde Eichgraben zwei Gastwirte, ein Schmied, ein Schuster und mehrere Landwirte ansässig. Weiters bestand hier eine Badeanstalt, das Waldbad.
Die Novemberpogrome 1938 sind in der Chronik des Gendarmeriepostenkommandos Eichgraben wie folgt verzeichnet: „Über Auftrag der Bezirkshauptmannschaft St. Pölten wurden 28 Juden am 10. November 1938 von Rev. Insp. Josef Waiz festgenommen und dem Amtsgericht in Neulengbach überstellt.“ Im Zweiten Weltkrieg sollen in Eichgraben drei russischen Soldaten ermordet und deren Leichen im Wald oberhalb des heutigen Hochbehälters vergraben worden sein. Bisher wurden keine Überreste gefunden. Nach Berichten von Zeitzeugen soll Pfarrprovisor Kaplan Josef Seiwald in den Jahren 1943–1944 zwei Mitglieder der Widerstandsgruppe Weiße Rose im Ortsteil Schattau versteckt haben.
Ab Mitte des 20. Jahrhunderts siedelten immer mehr Zweitwohnsitzer aus Wien. Auf Grund der stark steigenden Einwohnerzahl wurde Eichgraben 1973 zum Markt erhoben. Heute zählt Eichgraben zum Speckgürtel der Metropolregion Wien. Um die Villenstruktur aufrechtzuerhalten und die unkontrollierte Errichtung von großvolumigen Bauten mit einer hohen Anzahl von Wohnungen in einem Gebäude (jedenfalls mehr als drei Wohnungen) zu verhindern, wurde zuerst eine begrenzte Bausperre erlassen und in weiterer Folge die Raumordnung geändert. Eine Folge des Bevölkerungswachstums ist vermehrtes Verkehrsaufkommen. Um Pendler zum Umsteigen auf öffentliche Verkehrsmittel zu veranlassen, wurde beim Bahnhof der ehemalige Gasthof Son abgetragen und gemeinsam mit ÖBB und Land NÖ eine doppelstöckige Park-and-Ride-Anlage mit 236 PKW- und etwa 20 Zweirad-Stellplätzen errichtet. Im Jahr 2009 nutzten etwa 900 Fahrgäste täglich die Bahn für ihre Fahrt zur Arbeitsstätte.

## Bevölkerung

### Einwohner- und Gebäudeentwicklung
| Einwohnerzahlen nach Jahren                                                      | Einwohnerzahlen nach Jahren | Einwohnerzahlen nach Jahren |
| Jahr                                                                             | Einwohner                   | Einwohner                   |
| -------------------------------------------------------------------------------- | --------------------------- | --------------------------- |
| 1794 1)                                                                          |                             | 346                         |
| 1830 1)                                                                          |                             | 354                         |
| 1869                                                                             |                             | 578                         |
| 1880                                                                             |                             | 583                         |
| 1890                                                                             |                             | 636                         |
| 1900                                                                             |                             | 874                         |
| 1910                                                                             |                             | 1.303                       |
| 1923 2)                                                                          |                             | 1.380                       |
| 1934                                                                             |                             | 1.737                       |
| 1939                                                                             |                             | 1.822                       |
| 1951                                                                             |                             | 2.118                       |
| 1961                                                                             |                             | 2.050                       |
| 1971                                                                             |                             | 2.321                       |
| 1981                                                                             |                             | 2.642                       |
| 1991                                                                             |                             | 3.344                       |
| 2001                                                                             |                             | 3.748                       |
| 2006                                                                             |                             | 4.022                       |
| 2011                                                                             |                             | 4.353                       |
| 2016                                                                             |                             | 4.555                       |
| 2021                                                                             |                             | 4.783                       |
|                                                                                  |                             |                             |
| 1) Quelle: Historisches Ortslexikon, NÖ, 3. Teil, Seite 86                       |                             |                             |
| 2) ab 1923 als eigenständige Gemeinde                                            |                             |                             |
| Quelle: Statistik Austria: Ein Blick auf die Gemeinde (Bevölkerung und Soziales) |                             |                             |

| Jahr                                                                     | Gebäude | Bewohner | pro Gebäude |
| ------------------------------------------------------------------------ | ------- | -------- | ----------- |
| 1590                                                                     | 21      | ?        | -           |
| 1751                                                                     | 43      | ?        | -           |
| 1794                                                                     | 58      | 346      | 5,97        |
| 1830                                                                     | 61      | 354      | 5,80        |
| 1869                                                                     | 73      | 578      | 7.92        |
| 1880                                                                     | 89      | 583      | 6,55        |
| 1890                                                                     | 97      | 636      | 6,56        |
| 1900                                                                     | 150     | 874      | 5,83        |
| 1910                                                                     | 250     | 1.303    | 5,21        |
| 1923                                                                     | 306     | 1.380    | 4,51        |
| 1934                                                                     | 519     | 1.737    | 3,35        |
| 1939                                                                     | ?       | 1.822    | -           |
| 1951                                                                     | 763     | 2.118    | 2,78        |
| 1961                                                                     | 882     | 2.050    | 2,32        |
| 1971                                                                     | 1.278   | 2.321    | 1,82        |
| 1981                                                                     | 1.797   | 2.642    | 1,47        |
| 1991                                                                     | 2.009   | 3.344    | 1,66        |
| 2001                                                                     | 2.134   | 3.748    | 1,76        |
| 2011                                                                     | 2.245   | 4.353    | 1,94        |
| 2021                                                                     | 2.839   | 4.783    | 1,68        |
| 1) Rechnerisch ermittelt. Dabei wurden Nichtwohngebäude nicht abgezogen. |         |          |             |

### Historischer Vergleich der Ortsteile

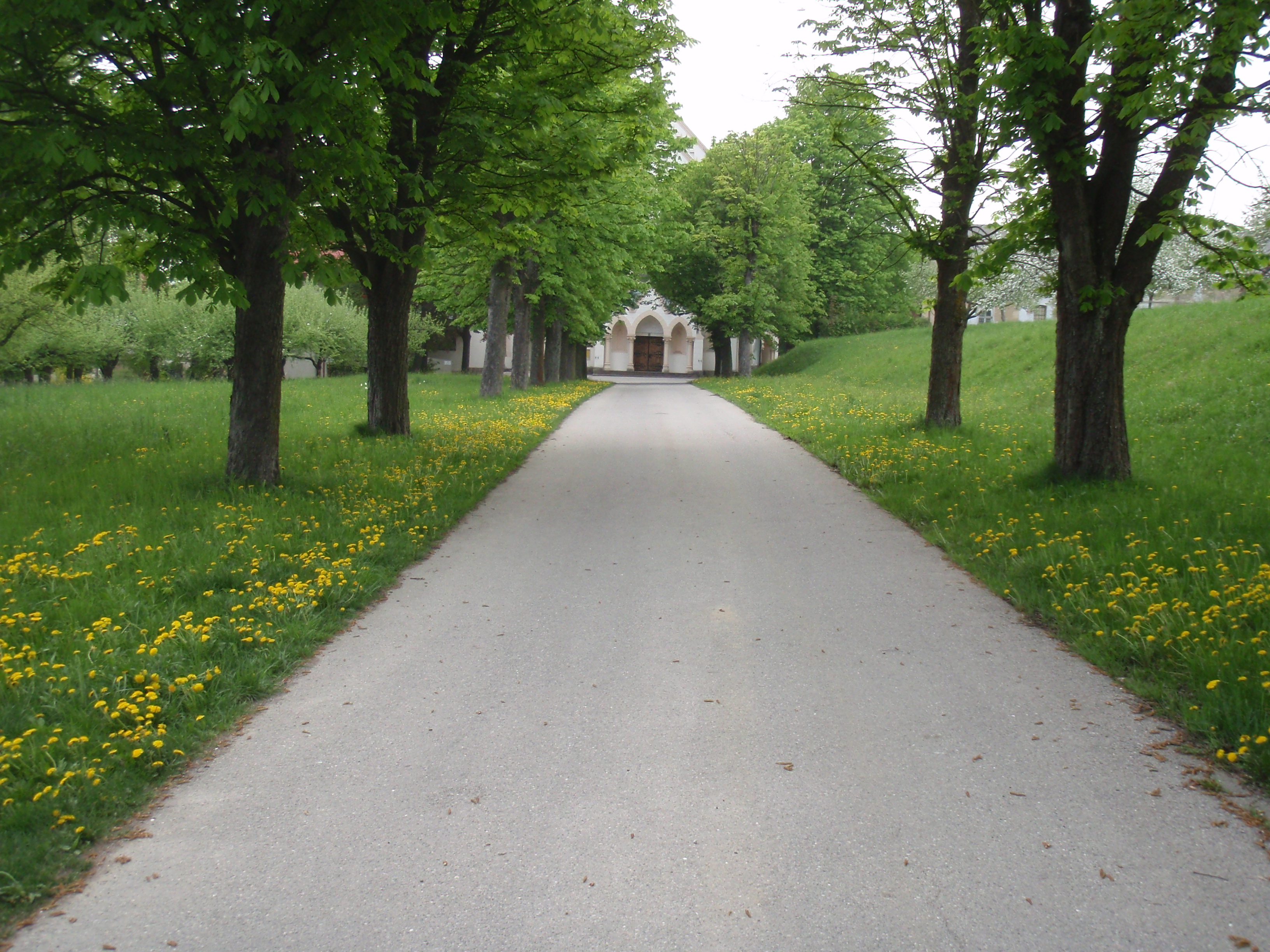
Von Eichgraben führt die 100 m lange Klosterallee zum Kirchenportal des ehemaligen Annunziataklosters „Am Stein“ in Maria Anzbach.

Um 1830 unterstand das Dorf Eichgraben dem Kaiserlichen Waldamt im Schloss Purkersdorf, alle anderen heutigen Ortsteile der Herrschaft Neulengbach – wobei „Unterthanen“ auch von anderen Herrschaften besessen wurden (siehe Grundherrschaft in Tabelle). Für Eichgraben war die k.k. Waldamtsherrschaft Purkersdorf, für alle anderen Ortsteile war die Herrschaft Neulengbach Landgericht, Conscriptions- und Ortsobrigkeit. Nächste Poststation war das mehrere Gehstunden entfernte Sieghartskirchen. Alle Ortsteile gehörten mit Pfarre und Schule nach Anzbach. Bei Personensteuern (Leibsteuern) waren Kinder unter 12 Jahren meist ausgenommen. Die schulfähigen Kinder wurden daher nicht zur Einwohnerzahl gerechnet und zum Beispiel im Dorf Eichgraben erst gar nicht erhoben.
In Eichgraben gab es 1830 eine Mahlmühle (heute Hauptstraße 93, gegenüber der Einmündung der Wallnerstraße). In Hutten standen die Liamühle (heute Höhe Wiener Straße 83), die Sturmmühle (heute Wiener Straße 17), 2 Wirtshäuser und wo sich beim „Wirthshaus Rußhof“ die Straßen von Alt- und Neulengbach vereinigten (heute Kreisverkehr) zwei „Mauthen“.
| Ortsteil | Gebäude | Gebäude | Gebäude | Einwohner | Einwohner | Einwohner | Einwohner | Ergänzende Daten für das Jahr 1830 | Ergänzende Daten für das Jahr 1830 | Ergänzende Daten für das Jahr 1830 | Ergänzende Daten für das Jahr 1830 | Ergänzende Daten für das Jahr 1830  | Ergänzende Daten für das Jahr 1830 |
| Ortsteil | 1830    | 1890    | 2001    | 1830      | 1890      | 1910      | 2001      | männl.                             | weibl.                             | Kinder                             | Familien                           | Grundherrschaft                     | Bewohner waren                     |
| --- | ------- | ------- | ------- | --------- | --------- | --------- | --------- | ---------------------------------- | ---------------------------------- | ---------------------------------- | ---------------------------------- | ----------------------------------- | ---------------------------------- |
| Eichgraben (1830 Dorf) | 15      | 16      | 128     | 93        | 142       | 150       | 187       | 51                                 | 42                                 | ? *)                               | 22                                 | k.k. Waldamtsherrschaft Purkersdorf | Bauern, Häusler und Holzhauer      |
| Hinterleithen (1830 Rotte) | 12      | 8       | 608     | 55        | 104       | 279       | 970       | 27                                 | 28                                 | 7                                  | 12                                 | Neulengbach, Melk, St.Andrä         | Waldbauern                         |
| Hutten (1830 Dorf) | 20      | 37      | 622     | 126       | 250       | 434       | 1.268     | 60                                 | 66                                 | 20                                 | 28                                 | Neulengbach, Murstetten             | Ganzbauern und Häusler             |
| Ottenheim (1830 Rotte) | 6       | 16      | 406     | 30        | 68        | 303       | 746       | 14                                 | 16                                 | 12                                 | 8                                  | Neulengbach                         |                                    |
| Stein (1830 Rotte) | 5       | 6       | 319     | 34        | 30        | 41        | 464       | 15                                 | 19                                 | 8                                  | 6                                  | Neulengbach                         |                                    |
| Winkel (nur Häuser) | 3       | 5       | 51      | 16        | 24        | 79        | 113       | 9                                  | 7                                  | 3                                  | 3                                  | Neulengbach, Murstetten             |                                    |
| gesamt | 61      | 88      | 2.134   | 354       | 618       | 1.286     | 3.748     | 176                                | 178                                | 50                                 | 79                                 |                                     |                                    |
| Anmerkungen *) Kinder wurden im Dorf Eichgraben nicht erhoben. Siehe Text oben. Quellen 1830: Historisches Ortslexikon, NÖ, 3. Teil, Seite 86 1890: Special-Orts-Repertorium von NÖ – Bezirks-Hauptmannschaft Hietzing Seite 69: Hinterleiten (Rotte in Anzbach, heute Maria Anzbach, Ger.-Bez. Lengbach, Neu-) Seite 70: Hütten (Dorf), Ottenheim (Dorf), Stein (Dorf) und Winkel (Dorf) Seite 75: Eichgraben (Dorf in Pressbaum, Ger.-Bez. Purkersdorf) 1910: Allgemeines Verzeichnis der Ortsgemeinden und Ortschaften Österreichs nach den Ergebnissen der Volkszählung vom 31. Dezember 1910 Seite 6: Hinterleiten, Hutten, Ottenheim, Stein und Winkel (unter Anzbach im Gerichtsbezirk Neulengbach) Seite 7: Eichgraben (unter Pressbaum im Gerichtsbezirk Purkersdorf) 2001: Letzte konventionelle Volkszählung, die mittels Fragebögen erhoben wurde. Historisches Ortslexikon, NÖ, 3. Teil, Seite 86 |         |         |         |           |           |           |           |                                    |                                    |                                    |                                    |                                     |                                    |

### Religionen
Die Mehrheit der Bevölkerung ist römisch-katholisch. In den zwei römisch-katholischen und in der evangelischen Kirche finden regelmäßig Gottesdienste statt. Andachten werden sporadisch bei der Waldkapelle in Ottenheim gefeiert. Weiters existiert eine islamische Gemeinschaft, die im Frühjahr 2007 in einem Einfamilienhaus im Ortsteil Hutten offiziell einen Gebetsraum eingerichtet hat. Zeugen Jehovas treffen sich im Königreichssaal, der sich in Rekawinkel 150 m von der Eichgrabener Gemeindegrenze entfernt befindet. 2021 ließen sich zirka 40 Mitglieder der Bruderhöfer – als Freikirchen-Gemeinde eine gesetzlich anerkannte Religionsgemeinschaft im Bund Mennonitische Freikirche Österreich – als Bruderhof am Stein im 2011 aufgelassenen Annunziatakloster knapp westlich der Gemeindegrenze am Nordostrand der Gemeinde Maria Anzbach nieder.

## Politik

### Gemeinderat

#### Sitzverteilung im Gemeinderat nach den Wahlen
- Erste Gemeinderatswahlen am 4. Februar 1923: SDAP 6, CSP 4, GDVP 4.[34]
- Gemeinderatswahlen in Niederösterreich 1950: SPÖ 9, ÖVP 7, WdU 1.[35][36][37]

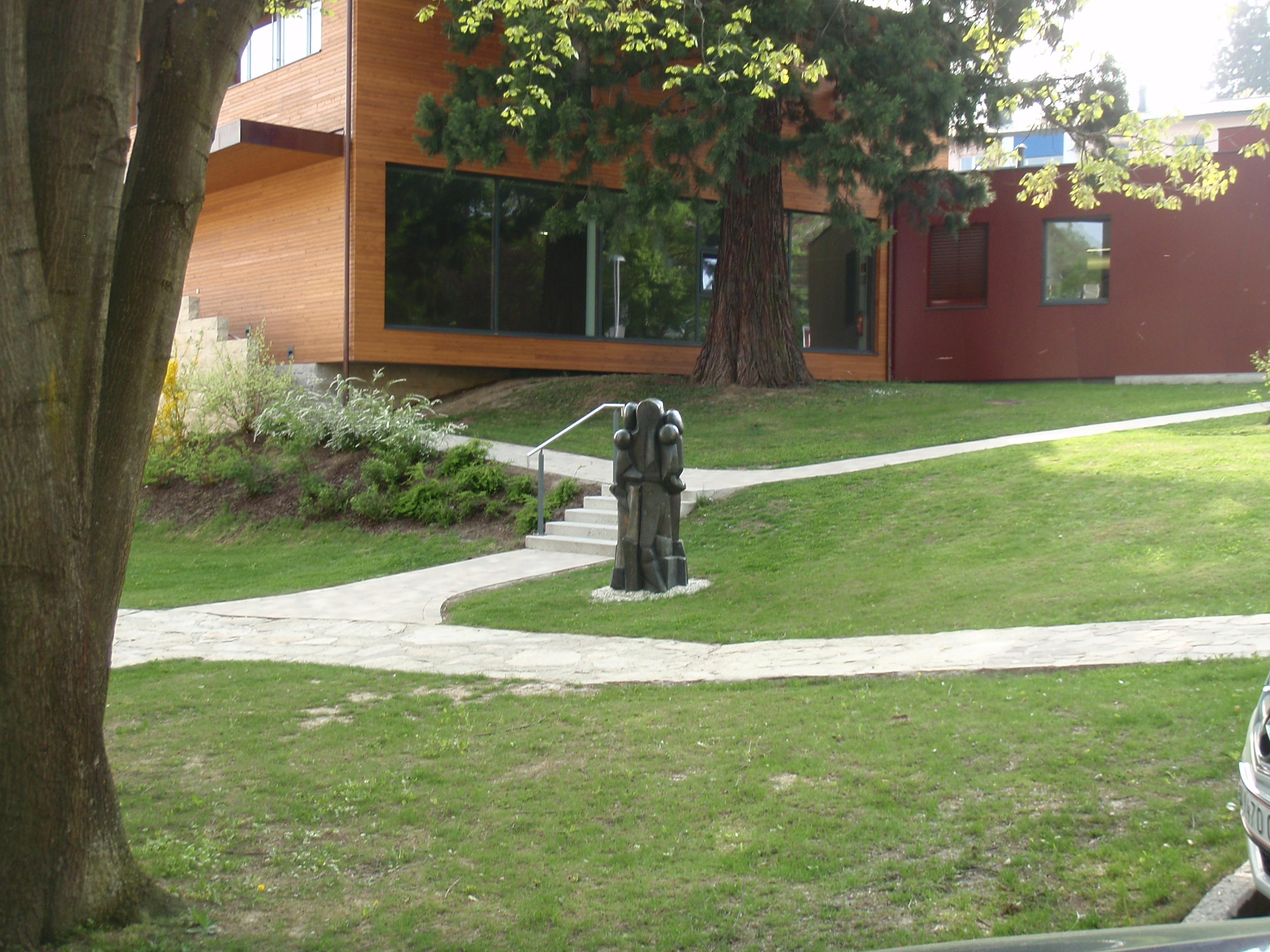
Gemeindezentrum von Nordosten. Im Vordergrund der vom St. Pöltner Künstler Robert Herfert 1973 gestaltete bronzene Lebensbaum, dahinter über 150 Jahre alter Mammutbaum (Naturdenkmal).

- Gemeinderatswahlen in Niederösterreich 1990: ÖVP 13, SPÖ 6, GLU 3, FPÖ 1.
- Gemeinderatswahlen in Niederösterreich 1995: ÖVP 11, SPÖ 5, GLU 4, FPÖ 2, LIF 1.[38]
- Gemeinderatswahlen in Niederösterreich 2000: ÖVP 12, SPÖ 6, GLU 3, FPÖ 2.[39]
- Gemeinderatswahlen in Niederösterreich 2005: ÖVP 10, SPÖ 6, GEMEINSAM 3, GLU 2, GRÜNE 2.[40]
- Gemeinderatswahlen in Niederösterreich 2010: ÖVP 13, SPÖ 4, GEMSAM 2, GLU 2, GRÜNE 2.[41]
- Gemeinderatswahlen in Niederösterreich 2015: ÖVP 11, GEMSAM 4, GRÜNE 4, SPÖ 3, GLU 2, FPÖ 1.[42]
- Gemeinderatswahlen in Niederösterreich 2020: ÖVP 13, GRÜNE 7, GEMSAM 2, SPÖ 2, GLU 1.[43]
- Gemeinderatswahlen in Niederösterreich 2025: ÖVP 14, GRÜNE 6, FPÖ 2, SPÖ 2, GLU 1.[44]

### Bürgermeister
- 1923–1938 Friedrich Erhard (CSP, später VF)[48][49][50]
- Gustav Praxl (NSDAP)[51][52][53]
- Franz Ronzal (SPÖ) [54]
- Friedrich Geyer (SPÖ)
- Johann Geiswinkler (SPÖ)
- Hermann Köppl (SPÖ)
- 1985–2003 Kurt Müller (ÖVP)[55]
- 2003–2009 Wilhelm Groiß (ÖVP)
- 2009–2019 Martin Michalitsch (ÖVP)[56]
- Seit 2019 Georg Ockermüller (ÖVP)[57][58]

## Partnergemeinden
- Eichgraben, Ortsteil der Kreisstadt Zittau nahe dem Dreiländereck Deutschland – Polen – Tschechien im deutschen Bundesland Sachsen. Eine Delegation aus der deutschen Partnergemeinde ist immer wieder bei Veranstaltungen im Ort zugegen.
- Alma Vii, eine kleine Gemeinde in Siebenbürgen, Rumänien. Bei der Partnerschaft ging es in erster Linie um kleine wirtschaftliche Hilfestellungen nach der Öffnung des Ostens, wobei die Initiative ursprünglich von der römisch-katholischen Kirche Eichgraben ausging.

Eichgraben ist außerdem Mitglied der Wienerwald Initiativ Region.

## Kultur und Sehenswürdigkeiten

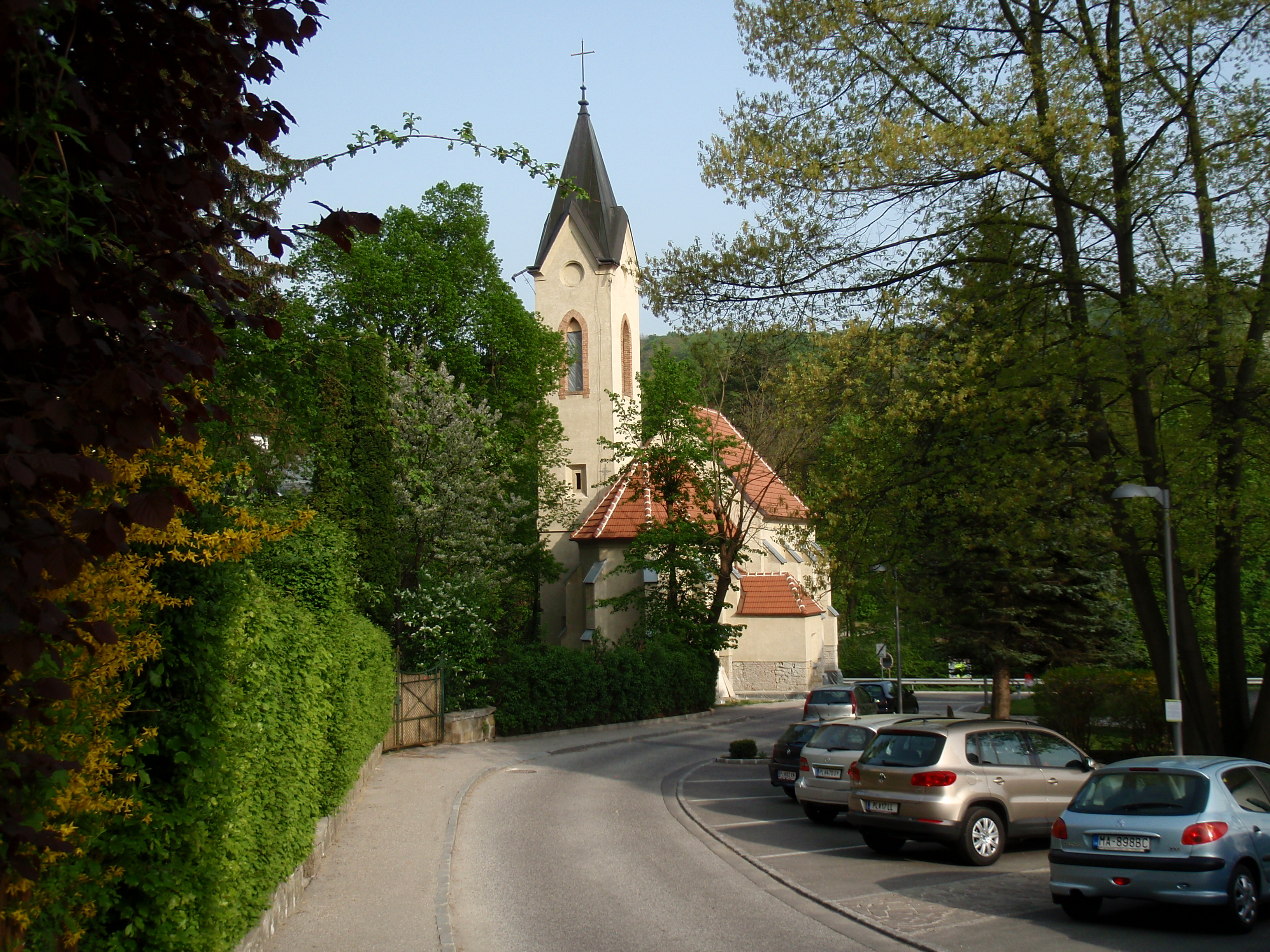
Kleine Kirche, alte röm.-kath. Kirche

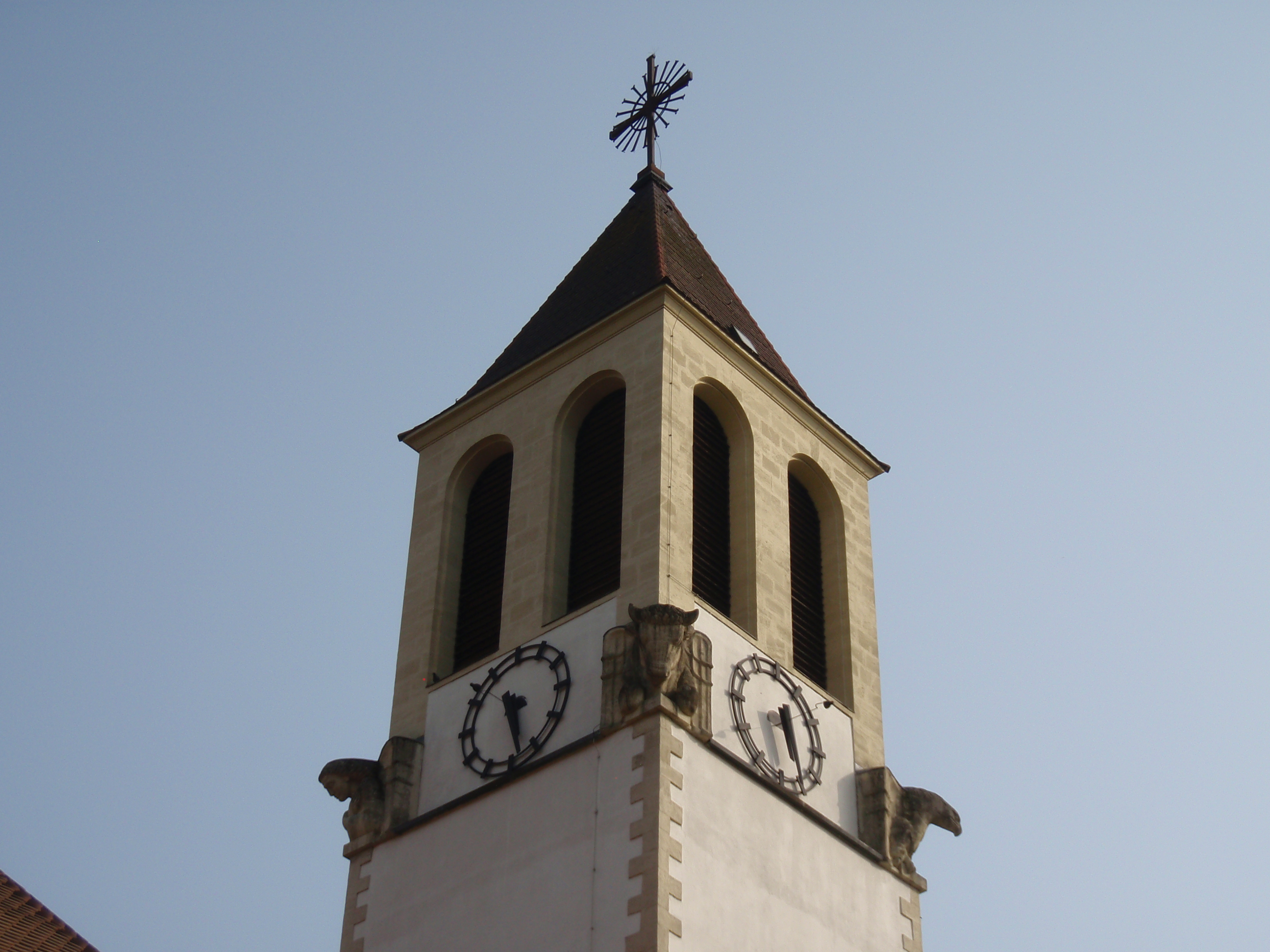
Kirchturm der röm.-kath. Pfarrkirche mit den Symbolen der vier Evangelisten. Diese Köpfe – eines Menschen im Osten versinnbildlicht Matthäus, eines Löwen im Süden Markus, eines Stieres im Norden Lukas und der Adler im Westen Johannes – sind aus St. Margarethener Kalksandstein und stammen vom Bildhauer Adolf Treberer-Treberspurg.

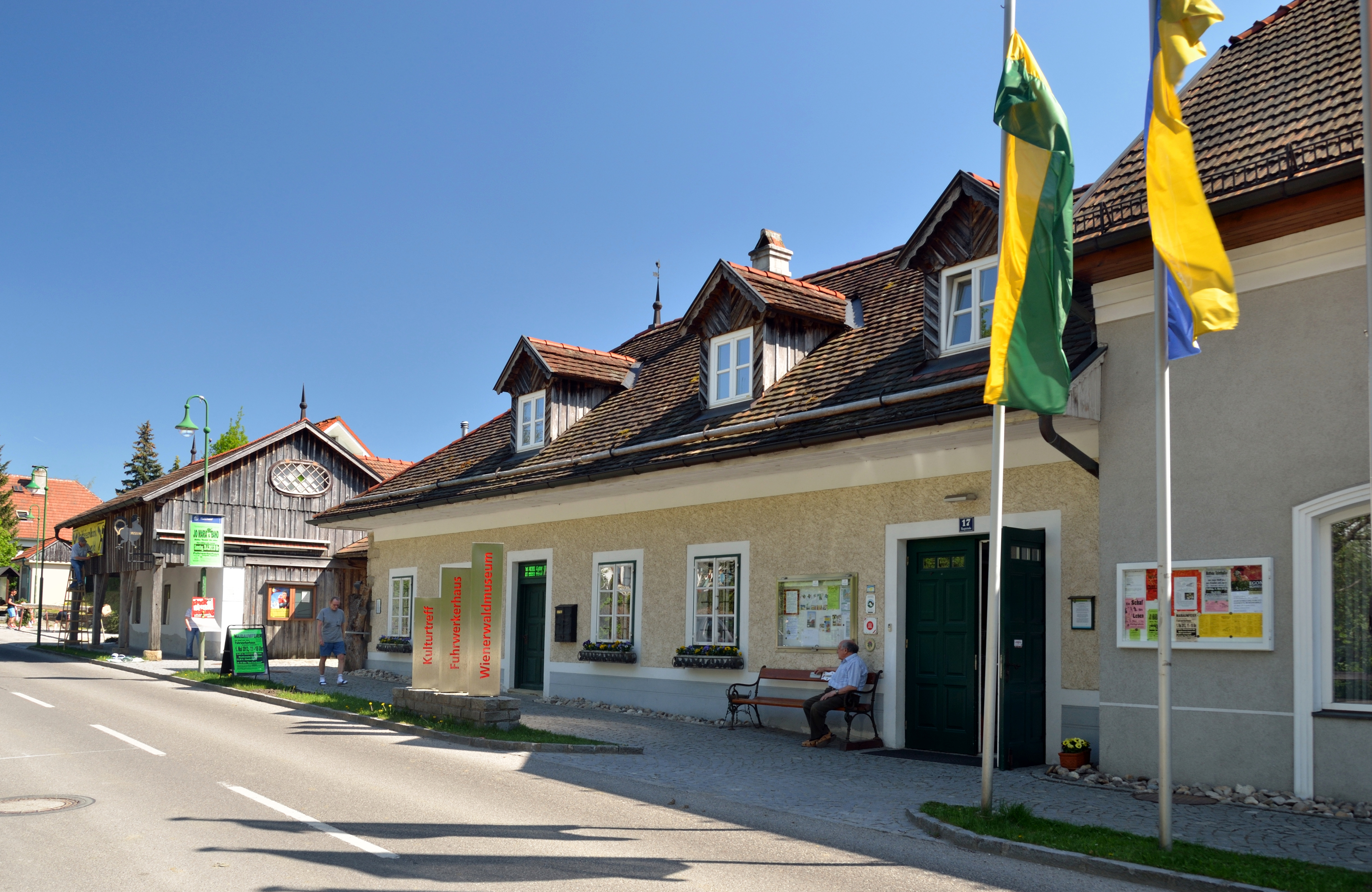
Wienerwaldmuseum Eichgraben, es entstand 1999 aus den Gebäuden des Auhofes, der auf das 15. Jahrhundert zurückgeht.

- Kleine Kirche: 1891 erfolgte der Spatenstich zur Herz-Jesu-Kirche in der Kirchenstraße 2, die Einweihung erfolgte 1896. Messeleser ab 1916 war Pfarrer Franz Stingl.[59][60] Mit 1. März 1938 wurde die kleine Kirche Pfarrkirche der von Maria Anzbach abgetrennten Pfarr-Expositur unter dem Pfarrvikar und zwei Jahre später jung verstorbenen Pfarrer Pater Karl Schwaigart SJ.[61][62]
- Katholische Pfarrkirche Eichgraben: Unter Pfarrer Josef Seiwald begann der Bau der Herzen-Jesu-Friedenskirche in der Kirchenstraße 1, deren Weihe Bischof Memelauer am 21. Oktober 1951 im Beisein von Bundeskanzler Leopold Figl vornahm. Der von Architekt Josef Friedl 1948 geplante gewaltige Hallenbau wird wegen seiner Größe und Schönheit oft Wienerwalddom genannt.[63]
- Evangelische Michaelskapelle: Im Advent 1967 wurde die Evangelische Michaelskapelle in der Kirchenstraße 13 durch Superintendent Georg Traar eingeweiht, ein Jahr später von Bischof Oskar Sakrausky visitiert. Pfarrer jener Zeit war Walter Stökl (1897–1976), der gemeinsam mit der Ökumenischen Schwesterngemeinschaft die Michaelskapelle weit über die Grenzen Eichgrabens bekannt gemacht hat.[64]
- Gebäude mit Jugendstilelementen: Der ehemalige Ausflugsgasthof „Ruzicka“ beim Bahnhof – heute Sitz des Vereins für Kunst und Kultur – weist Elemente des Jugendstils auf. Unterhalb der Park-and-Ride-Anlage blieb das Friseurhäuschen „Schöndorfer“ seit 1907 vollständig ohne Umbauten erhalten. So konnte der Sanierungsfall von den Brüdern Niemetz behutsam (ohne moderne Gebäudeerweiterungen, aber unter Anpassung der Raumaufteilung) mit den Originalelementen restauriert werden.[65]
- Bücherei Eichgraben: In der Bücherei stehen Bücher und andere Medien bereit. Regelmäßig finden Lesungen statt.[66]
- Kurdische Bibliothek Casme Calil: Seit Mai 2008 besteht in der Berggasse 42 eine Sammlung kurdischer Literatur und Volkskultur der Nahost- und Mittelost-Expertin Birgit Cerha.[67]
- Wienerwaldmuseum Eichgraben: Angesiedelt im Fuhrwerkerhaus in der Hauptstr. 17 wird das Museum seit 1999 vom Fremdenverkehrs- und Verschönerungsverein Eichgraben betrieben. Neben einer volkskundlichen Sammlung sowie Exponaten aus den Bereichen Geologie, Ur- und Frühgeschichte, Römerzeit und Mittelalter finden regelmäßig themenspezifische Veranstaltungen im Fuhrwerkerhaus statt.
- Privater Reptilien-Zoo: In der Zyklamenstraße wurde von 1976 bis 1984 ein privater Zoo mit seltenen exotischen Fröschen, Schlangen und Schildkröten betrieben.

Musik
- In der NÖ Regionalmusikschule des am 16. November 1992 gegründeten Musikschulverbandes Maria Anzbach – Eichgraben unterrichten 23 Lehrkräfte 24 verschiedene Instrumente sowie Tanz und Gesang. Zahlreiche daraus hervorgegangene Ensembles wie die Jazz-Gruppe „long her“ treten auf.
- Der Musikverein Eichgraben – Maria Anzbach wurde im März 2008 gegründet. Das Repertoire umfasst sowohl traditionelle Blasmusik als auch moderne Stücke und Klassiker der Rock- und Popmusik. Jedes Jahr veranstaltet der Musikverein ein Konzert und nimmt an den Wertungsspielen des Blasmusikverbandes teil.[68]
- Die Mitglieder des im Jahre 2000 gegründeten Chors Eichgraben Vokal treffen sich jeden Dienstag im Gemeindezentrum, um unter Chorleiterin Katja Scheibenpflug für Veranstaltungen zu proben. Auf dem Repertoire stehen weltliche und geistliche Stücke quer durch alle Jahrhunderte und Nationen.
- Im September 2010 wurde der Jugendchor pro.vocant unter der Leitung von Karin Rankl gegründet und erhielt für seine wöchentlichen Treffen Zugang zum Fuhrwerkerhaus Eichgraben.
- Zudem gibt es den Eichgrabner Kinderchor unter der Leitung von Tina Hofer-Leeb.

Regelmäßige Veranstaltungen
- Wochenmarkt in Alter Gärtnerei (donnerstags, 14:30–18 Uhr)
- Monatsmarkt am Rathausplatz (Mai bis November, am 1. Samstag im Monat)
- Faschingsumzug bzw. Faschingsfest (abwechselnd)
- Gemeindeputzwochen (März, April) enden mit dem Müll-(R)aus-Fest
- Ostermarkt
- 1. Maifeier mit Maibaumkraxeln
- Knödelfest (Alte Gärtnerei wird zur größten Outdoorküche)
- Sonnwendfeier (Lechnerwiese)
- Flohmarkt des Fremdenverkehrs- und Verschönerungsvereins
- Dirndlgwand-Kirtag am Rathausplatz (Anfang September)
- Apfelfest beim Bruderhof am Stein
- Wandertag der Naturfreunde
- Drachen- und Kürbisfest (Burwegwiese)
- Gruselfest am Abenteuerspielplatz
- Adventmarkt (Rund um die Pfarrkirche, Ende Nov./Anfang Dez.)
- Traditionelle Konzerte lokaler Vereine und Veranstalter
- Weinverkostungen bzw. Sturmheuriger lokaler Vereine

## Vereine
- Fremdenverkehrs- und Verschönerungsverein Eichgraben
- Verein für Kunst und Kultur Eichgraben
- Lions Wienerwald West
- Sportverein Eichgraben – mit den Sektionen Fußball und Tennis
- Musikverein Eichgraben – Maria Anzbach
- Das Team des Kickboxclubs KBC Eichgraben erreichte bei den Meisterschaften 2025 in Trofaiach Staatsmeistertitel bei Frauen und Männern.[70]

Es gibt zahlreiche weitere Clubs und Vereine. Eine vollständige Aufstellung ist einem Verzeichnis auf der Website der Marktgemeinde Eichgraben zu entnehmen.

## Infrastruktur und Wirtschaft

### Bildungseinrichtungen
- Volksschule Eichgraben
- NÖ Mittelschule Eichgraben (Modellversuch seit dem Schuljahr 2009/2010)
- „Die Neue Schule“ (Montessori-Privatschule)
- Zwei Kindergärten des Landes Niederösterreich
- Der Verein „Aktive Kinderinsel“, Nachfolger des „Zwergenlandes“, eröffnete im Februar 2024 eine zweite Gruppe, um noch mehr Kleinstkinder (ab einem Jahr) bis zum Kindergarteneintritt tagsüber betreuen zu können.[72]

### Gastronomie und Beherbergung
Die Zahl der gastronomischen Betriebe hat sich in den letzten Jahrzehnten reduziert. Stand Juni 2023 gab es eine Konditorei, ein Kaffeehaus, zwei Pizzastuben und ein Gasthaus.
War Eichgraben ab 1900 ein beliebter Sommerfrischeort der Wiener und setzten bis zur Jahrtausendwende Hotels und Pensionen auf Bus- und Individualtourismus, wobei besonders Besucher aus den Niederlanden und den neuen deutschen Bundesländern, denen eine Unterkunft in Wien zu teuer und zu laut ist, die Nähe zur Stadt schätzten, so findet man heute Übernachtungsmöglichkeiten nur mehr in Privatquartieren.

### Gesundheit
In Eichgraben gibt es sechs praktische Ärzte, einen Facharzt für Innere Medizin, eine Kinderärztin, eine Lungenfachärztin, einen Unfallchirurgen, zwei Zahnärzte sowie zwei Tierärztinnen. Die nächsten Spitäler befinden sich in St. Pölten, Tulln und Wien.
Im Ort gibt es eine Dienststelle des Samariterbundes. Die nächsten Notarztwagenstützpunkte befinden sich in Purkersdorf und St. Pölten, weiters ist in Neulengbach bzw. Altlengbach (im wöchentlichen Wechsel) ein Notarzteinsatzfahrzeug stationiert. Es gibt auch zwei Praxen für Physiotherapie und eine für Psychotherapie. Es existieren verschiedene Betriebe, die sich mit gesundheitsverwandten Themen wie der Farbtherapie, Kinesiologie oder Shiatsu beschäftigen. Erwähnenswert sind noch zwei medizinisch diplomierte Fußpflegebetriebe.

### Nahversorgung
Gab es im Eichgraben der 1980er Jahre noch vier Supermärkte, zwei Bäckereien, drei Fleischereien, ein Obst- und Gemüsegeschäft sowie zwei kleine Gemischtwarenläden und zwei Drogerien, hat sich seither die Anzahl der Nahversorger deutlich reduziert. Mit Stand März 2013 befinden sich in Eichgraben ein Postamt, eine Trafik, zwei Bankfilialen, zwei Supermärkte, eine Apotheke, eine Bäckerei, ein Bio-Hofladen und eine Tankstelle. Zusätzlich wird die Gemeinde von diversen Lieferservices für Backwaren, Tiefkühlkost, Biogemüse und Getränke versorgt.
Im Oktober 2009 wurde mit dem Bau eines neuen Gemeindezentrums in zentraler Lage begonnen, das 2011 eröffnet wurde. In diesem Gebäude sind das Gemeindeamt, ein Bürgerservice, die Elternberatung, ein Vereinsraum, das Gemeindearchiv, die Gemeindebücherei sowie eine Café-Konditorei untergebracht.

### Strom, Gas und Internet
Das Strom- und Gasnetz wird vom Netzbetreiber EVN Netz GmbH im regulierten Bereich betrieben. Bei der Verlegung der Gasleitungen wurden von einer Tochterfirma der EVN AG Glasfaserkabeln mitgezogen, wodurch neben dem ADSL-Festnetz der A1 (Telekom Austria Group) weitgehend flächendeckend Glasfaseranschlüsse für HD-TV, Internet und Telefonie der EVN-Tochter kabelplus GmbH möglich sind.

### Wasser und Abwasser
Das gemeindeeigene Wasserortsnetz bezieht das Wasser über die Wasserversorgungsanlage „Westbahn–Wienerwald“ der EVN Wasser Gesellschaft m.b.H. aus einem Brunnenfeld in und um Böheimkirchen, das durch die dort vorherrschende Vorlandmolasse sehr hartes Wasser liefert. Abwässer werden getrennt von Niederschlagswasser (Regen) in die Ortskanalisation eingeleitet, durch die Kläranlage des Abwasserverband Anzbach-Laabental in Markersdorf mechanisch-biologisch gereinigt und in die Große Tulln eingeleitet.

### Sicherheit
- Freiwillige Feuerwehr Eichgraben
- Samariterbund Eichgraben

### Verkehr

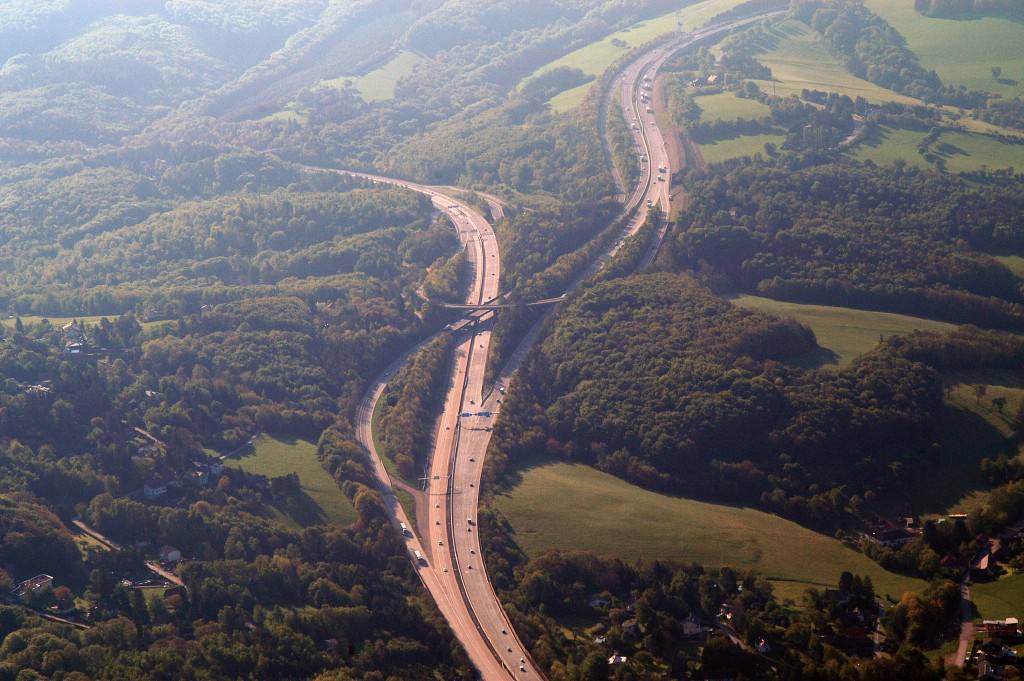
Autobahnknoten Steinhäusl. Links im Bild (im Norden) befindet sich Eichgraben.

Die Gemeinde ist seit 24. März 1881 durch die Eisenbahn-Haltestelle Eichgraben-Altlengbach, wo seit 2023 halbstündlich S-Bahn-Züge der Linie S50 sowie halbstündlich REX in Richtung Wien Westbahnhof bzw. St. Pölten Hauptbahnhof Alte Westbahn (Strecke 1) halten, an das Schienennetz der ÖBB angebunden. Durch die unmittelbare Nähe der in den 1960er-Jahren fertig gestellten Westautobahn (A1; Exit 23, Ausfahrt Pressbaum oder Exit 35, Ausfahrt Altlengbach) und der in den 1970ern fertig gestellten Wiener Außenringautobahn (A21/E60; Exit 3, Ausfahrt Hochstraß) ist die Gemeinde auch für den Autoverkehr gut erschlossen und wird zudem von mehreren Linienbussen angefahren.
Mit Inbetriebnahme der Neuen Westbahn (Strecke 30), der Hochleistungsbahnstrecke über das Tullnerfeld, am 9. Dezember 2012 wurde auf der Alten Westbahn (Strecke 1) der Fernverkehr reduziert und das Regionalverkehr-Angebot ausgeweitet. Die Haltestelle verfügt über eine große Park-and-ride-Anlage. Mehrere Taxiunternehmen bringen rund um die Uhr Fahrgäste in entlegenere Ortsteile. Das Anrufsammeltaxi wurde durch ein Gutscheinsystem abgelöst, bei dem Bezieher von Heizkostenzuschüssen bzw. der bedarfsorientierten Mindestsicherung pro Fahrt mit Taxi-Pleyer von der Gemeinde mit EUR 2,50 subventioniert werden.

### Medien
- „Der Eichgrabner“, Periodikum des Fremdenverkehrs- und Verschönerungsvereins.
- Neulengbacher NÖN, Regionalzeitung, die über Ereignisse in Eichgraben und Umgebung berichtet.

## Persönlichkeiten
Ehrenbürger
- Bürgermeister a. D. Kurt Müller († 2018)[79]

Ehrenringträger
- Lothar Bruckmeier, für sein langjähriges Engagement für die Eichgrabner Kultur.[80]
- Vizebürgermeister a. D. Werner Füzer, langjähriger ASBÖ-Obmann und Zivilschutzbeauftragter
- Bürgermeister a. D. Wilhelm Groiss
- Brandrat Gerhard Hajek, langjähriger Kommandant der FF Eichgraben und des Feuerwehrabschnittes Neulengbach[81]
- Bürgermeister a. D. Martin Michalitsch[82]
- Adolf Plank, für sein langjähriges Engagement als Obmann des Fremdenverkehrs- und Verschönerungsvereins

Künstler
- In Eichgraben lebte von 1961 bis zu seinem Tod 2017 Lothar Bruckmeier (* 1927 in München). Der Künstler arbeitete mit Wasserfarben auf grundiertem Papier, mit Acryl- und Ölfarben, mit Sand, Leim und Dispersion. In den achtziger Jahren erregte er mit überdimensionalen Aquarellen Aufmerksamkeit. „Parallel zur Natur“ heißt sein letzter Zyklus kleinformatiger Mischtechniken. Gemeinsam mit seiner Frau, der Schriftstellerin Elfriede Bruckmeier (* 1940 in Wien; † 2023 in Eichgraben) leitete er die „Galerie am Bahnhof“ und ab 1974 den „Verein für Kunst und Kultur Eichgraben“.[80][83]
- Der Regisseur, Schauspieler und Autor Stephan Bruckmeier (* 1962), Sohn von Elfriede und Lothar Bruckmeier ist gebürtiger Eichgrabner.
- Der Bildhauer Franz Anton Coufal (1927–1999) wurde im Ortsteil Winkl geboren.[84] 1963 Förderungspreis des Landes Niederösterreich. Werke: Imaginäre Figur (~1964), NÖ Landesmuseum in Sankt Pölten; Pieta (1964), Schöngrabern, NÖ; Grabstein für Familie Coufal am Friedhof Eichgraben.[85][86]

- Der Grafiker, Schriftsteller und Verleger Erich Fitzbauer (* 1927) lebt und arbeitet seit 1991 in der Roseggerstraße.[87]
- Der in Kirchstetten ansässig gewesene Dichter Wystan Hugh Auden (1907–1973) nannte Eichgraben – bezugnehmend auf die hohe Lebensqualität in dieser Gemeinde – in mehreren seiner Essays.
- Heimito von Doderer (1896–1966) war hier mit einer Witwe befreundet. Seine Freunde fragten sich, wem er mehr zugetan war, der Witwe oder der Tatsache, dass sie ein Häuschen direkt an der Westbahn mit Ausblick auf die vorbeifahrenden Züge besaß.[88] Ihm ist auch der Heimito-von-Doderer-Park westlich des Bahnhofs gewidmet.
- Ernst Jandl (1925–2000) verwendete „Eichgraben“ einige Male in seinen Gstanzln.

Sportler
- Der mit nur 26 Jahren in Afrika gefallene Leichtathlet Karl Kotratschek (1914–1941) hatte sich am Grundstück in der Nagelbergstraße eine bergauf führende Aschenbahn für das Training angelegt. Er nahm an den Olympischen Sommerspielen 1936 in Berlin teil, wurde 3. bei den Leichtathletik-Europameisterschaften 1938 in Paris und war mehrfacher Österreichischer Meister, nach dem Anschluss auch Deutscher Meister. Sein österreichischer Dreisprung-Rekord von 15,28 m, aufgestellt am 19. Juli 1938 in Berlin, hielt bis 1974.
- Der WKF-Kickboxer Florian Bartl (* 1999) wurde im November 2018 in Buenos Aires, Argentinien erneut Amateur-Weltmeister in der Klasse Vollkontakt K1 bis 81 kg Körpergewicht und erstmals Amateur-Weltmeister in der Klasse Semikontakt bis 81 kg.[89]
- Der Sportkletterer Georg Parma (* 15. April 1997) wurde in Edinburgh, Schottland in der Disziplin Vorstieg Jugend-Europameister.[90]

Wissenschaftler
- Friedrich Wilhelm Cavallar von Grabensprung (1904–1989). Dieser Ingenieur, Erfinder, Offizier und Kfz-Sachverständiger lebte jahrelang in der Gemeinde und schrieb hier zahlreiche Kfz-Bücher.
- Eichgraben ist Geburtsort des Physikers und Pathologen Fritz Köberle (* 1910 in Hinterleiten; † 1983 in Brasilien).

Politiker
- Elisabeth Götze (* 1966), Nationalratsabgeordnete

## Fernsehfilm
- Der ORF-Fernsehfilm „Der schwarze Löwe“ (Regie: Wolfgang Murnberger) basiert auf einer wahren Begebenheit aus Eichgraben. Behandelt wird das Schicksal des aus Nigeria stammenden Emmanuel Antiga, der als erfolgreicher Libero im SV Eichgraben spielte und als „Tiger von Eichgraben“ bekannt wurde. Trotz großer Proteste zahlreicher Gemeindebürger wurde er im Jahr 2006 abgeschoben.[91]